# Blöcktach

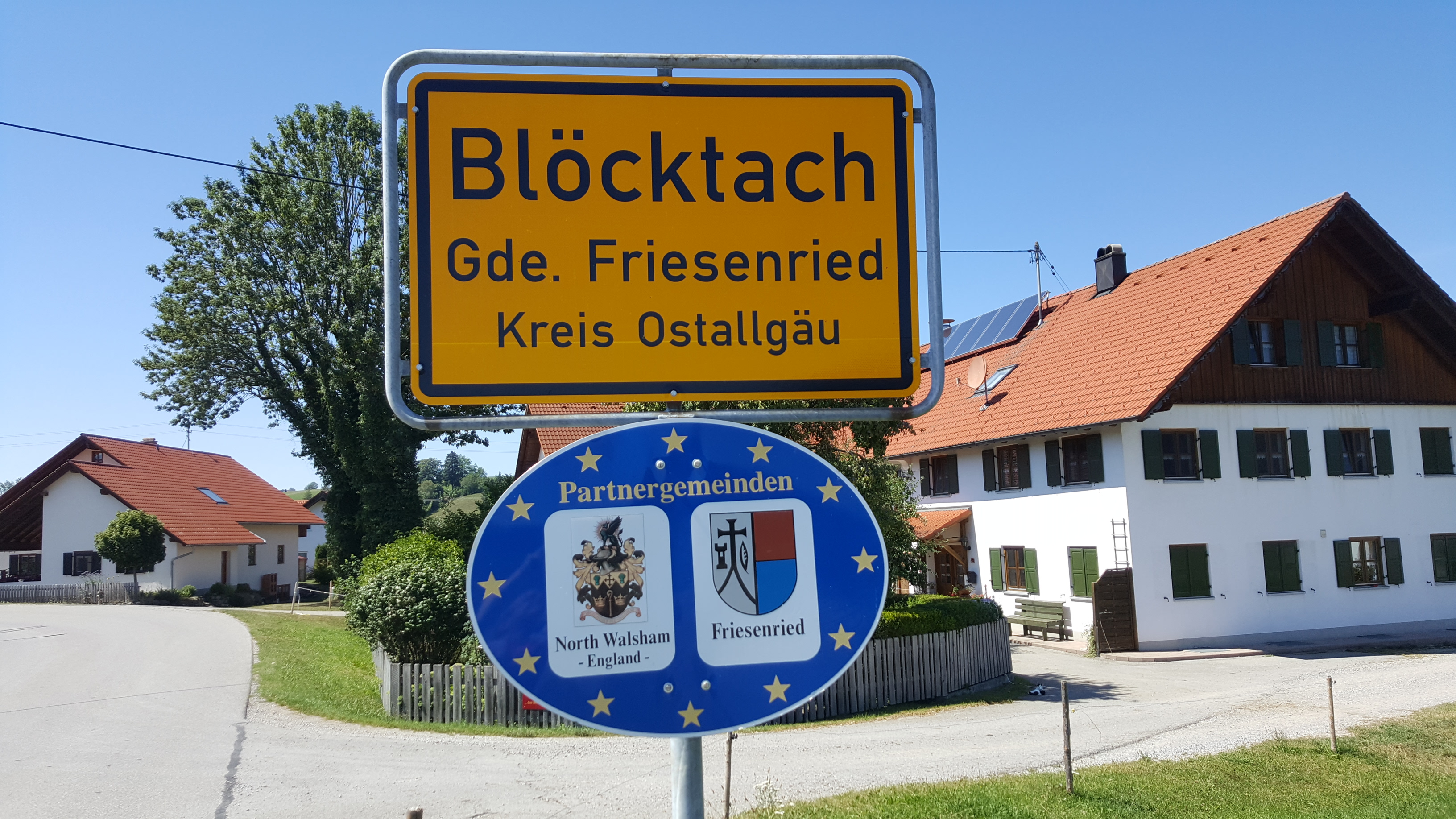
Ortsschild

Blöcktach ist ein Gemeindeteil der Gemeinde Friesenried im schwäbischen Landkreis Ostallgäu. Das Pfarrdorf liegt etwa zwei Kilometer nördlich von Friesenried. Der Ort hat knapp 500 Einwohner. Partnerkommune ist North Walsham (Großbritannien).

## Geschichte
Blöcktach war eine selbstständige Gemeinde mit den Ortsteilen Berghof, Großmederschach, Kleinmederschach und Röhrwang. Die Eingemeindung nach Friesenried erfolgte im Zuge der Gebietsreform in Bayern am 1. Januar 1978.

## Baudenkmäler
In die amtliche Denkmalliste sind aufgenommen die ehemalige Mühle – ein Satteldachbau, errichtet um 1840 –, die Katholische Pfarrkirche St. Wolfgang, eine spätgotische Anlage, geweiht 1494, Erneuerungen 17.–19. Jahrhundert, 1930 erweitert und 1960/61 umgestaltet – sowie eine Kapelle in Mederschach.